# Olonho
Az Olonho (jakut nyelven Олоҥхо) a jakut néphagyományok központi eleme a jakut nép és egyben a török népek legősibb eposza. Az olonho mint fogalom egyszerre jelenti az epikus hagyományok összességét és egyes konkrét alkotásokat. 2008-ban a UNESCO az olonhot az emberiség szellemi kulturális örökségébe sorolta.

## Eredete
Az olonho eredete azokhoz az időkhöz nyúlik vissza amikor Jakutföld jelenlegi lakói déli őshazájukban éltek és szoros kapcsolatban voltak az altáji és szajáni területeken élő török és mongol törzsekkel.
Az első néprajzkutató aki felfigyelt az olonhora I. A. Hudjakov volt aki szibériai száműzetése alatt nagyon érdekes anyagot rögzített ami 1890-ben „Kaan Dargistaj” címen adtak ki. 1895-ben S.V. Jastremsky szintén lejegyzett több olonhot, ezeket 1929-ben orosz fordításban is közreadták.

## Formája
Egy-egy költemény általában 10 000 – 15 000 verssorból áll, amit népi énekesek regösök (olonhuszt-ok) adnak elő. A regösök különböző történetek egymásba fűzésével a múltban egyre hosszabb és hosszabb olonhot hoztak létre de ezek általában nem kerültek leírásra. Az előadóknak a színészi és énekesi tudás mellett nagyfokú improvizációs készséggel és szónoki képességekkel is rendelkezniük kell. Az olonhokat zenei kíséret nélkül adják elő. Az olonho szóbeli műfaj amelyben a szereplők (férfiak, nők, istenségek, ördögök stb.) szövegeit más és más hangszínnel éneklik míg a történet narrálva normál prózai beszéddel mesélik el. A hagyományok szerint a legjelentősebb olonhokat hét napon és hét éjszakán át adták elő. A legismertebb olonho a „A villámgyors Nürgun Baatur” (Дьурулуйар Ньургун Боотур) 36 ezer verssorból áll.

## Tartalma
Kozmogóniailag az olonhok a jakutok ősi vallása szerint épülnek fel. Az olonho története három világban zajlik a Felső-világban (Үөhээ Дойду), a Középső-világban (Орто Дойду) és az Alsó-világban (Аллараа Дойду). A világmindenség közepén van a világfa. A világfa gyökerei lenyúlnak az Alsó-világba, a sötét ellenséges erők honába. A fa koronája a Középső-világban van, itt élnek az emberek. Az ágai az égbe törnek ami a Felső-világ isteneinek lakhelye.
Fő témája az emberi fajt védelmezők (ajyy ajmag) és az ördögi kannibalisztikus szörnyek (abaasy) közötti harc. Annak ellenére, hogy az ajyy-t mint embert testesítik meg, mind a két csoport valójában szellemekből áll.
Az ajyy-t fehérnek, vagy jó szellemnek hívják a fehér férfi sámánok neve ajyy-ojun és a fehér sámán nőkké ajyy-udaghan. A fekete sámánok a rosszindulatú szellemek neve abaasy-ojun. Az abaasy többé-kevésbé a démon szinonimája addig valószínű, hogy az ajyy kezdetben félig embereket (jakutok) félig halhatatlan hősöket jelentett ezek az ősök istenné válásának folyamatában lassan az angyalokhoz vagy legalábbis a szentekhoz váltak hasonlóvá.  A történetek általában azzal kezdődnek, hogy az abaasy-k betörnek az ajyy-k földjére (Közép-föld). Erőszakoskodnak az asszonyokkal, öldökölnek, elhajtják a haszonállatokat, rabokat gyűjtenek és azokat a saját területükön az Alsó-világban börtönbe vetik.  A történetnek ezen a pontján lép akcióba a főhős. Ez vagy a megtámadott ország törzsfőnökének az egyik fia, vagy valamelyik másik ajyy törzsből származó hős. A cselekményben mindkét oldalról további szereplők, hősök is bekapcsolódnak bonyolult epizódok során keresztül. Végül természetesen a rossz vereséget szenved és a történet a győztes hős visszatértét követő ünneppel a ysyakh-al ér véget. A történetek bonyolultak és sok motívumuk megegyezik a burját vagy a mongol eposzok motívumaival.

## Előadók
A 20. század elején minden jakut településen voltak regösök (olonhoszutok). A hivatásos regösök általában szegény emberek voltak, mivel idejük nagy részét a szövegek tanulásával, más regösök előadásainak hallgatásával, és az éneklés és a deklamáció gyakorlásával  töltötték. E mellett szükségszerűen elhanyagolták saját gazdaságukat és az előadásokért kevés fizetséget kaptak azt is természetben (hús, vaj, tojás stb.). Ismertek a múlt nevezetes regösei. Későbbi korok regösei közül a legismertebb Platon Alekszejevics Ojunszkij, a „jakut irodalom atyja”. Ojunszkij 1893-ban született fiatal korában jól ismert regös volt. Ő írta le a legismertebb olonhot „A villámgyors Nürgun Baatur”-t.
Napjainkban a legismertebbek Pjotr Resetnyikov és Szemen Csernogradszkij. (Lásd a további információk szakasz youtube videóit).
„A villámgyors Nürgun Baatur”-t.  a világ számára Vlagyimir Vasziljevics Gyerzsavin orosz költő és műfordító tette ismertté aki életének második felét a Szovjetunió népeinek eposzait (Szaszuni Dávid - Սասունցի Դավիթ, Kalevipoeg, A Medveölő – Lāčplēsis, stb.) fordította oroszra.